# 宇宙起源頻譜儀
宇宙起源頻譜儀（Cosmic Origins Spectrograph，COS）是計畫在2008年STS-125的太空梭任務中為哈伯太空望遠鏡更新的儀器，他是設計在紫外波段（115-300纳米）工作的頻譜儀，對點光源的最大光谱分辨率不大于约20,000。
它的科學目標包括研究宇宙大尺度結構的起源、星系的形成和演化，和恆星、行星與冷星際介質的起源。

## 外部連結
- the COS Web site[] at the Space Telescope Science Institute （页面存档备份，存于） (STScI)